# Liste der Members des Order of Canada/P
Diese Liste gibt einen Überblick aller Personen, denen die Auszeichnung Member of the Order of Canada verliehen wurde.

## P
1. Elizabeth Pacey
2. Bridglal Pachai
3. Charles Pachter
4. D. Mary Pack
5. Marian Packham (2012)
6. Lata Pada
7. Brian Paisley
8. Margaret Ruth Page
9. Rodolphe Page
10. Marnie Paikin
11. Jocelyn Palm
12. Robert Patrick Barten Paine
13. Jean-Louis Ernest Pallascio-Morin
14. Jocelyn Palm (2013)
15. James Simpson Palmer
16. Mercédes Palomino
17. Freda L. Paltiel
18. Sarah Weintraub Paltiel
19. John H. Panabaker
20. Mary Adamowska Panaro
21. Norman S. Panzica
22. Phrixos B. Papachristidis
23. Gilles Paquet
24. André Paquette
25. Gilberte Paquette
26. René Paquette
27. Suzanne Paquette-Goyette
28. Marie-Thérèse Paquin
29. Jean Paré
30. Simone Paré
31. Navin M. Parekh
32. Léonard Parent
33. Pascal Parent
34. William Philip Paris
35. Jean Pariseau
36. Philippe Pariseault
37. Anselme Marie Parisotto
38. Alton C. Parker
39. F. Thomas Parker
40. Patricia Parr
41. Elizabeth Parr-Johnston
42. William Bruce Parrish
43. Richard Parsons
44. David G. Partridge
45. Arthur P. Pascal
46. Ada Geneva Paschal
47. Thomas Joseph Pashby
48. Eugenia Pasternak
49. Kimberly Pate (2014)
50. Yogesh C. Patel
51. J.-Z. Léon Patenaude
52. Constance V. Pathy (2013)
53. Laurence G. Pathy
54. John Patkau
55. Patricia Patkau
56. Gilles G. Patry
57. Monica Patten (2013)
58. Susan H. Patten
59. Bonnie Marie Patterson
60. Freeman Patterson
61. Alexander Peter Pauk (2014)
62. Daniel N. Paul
63. Peter Lewis Paul
64. Ross H. Paul
65. Myfanwy Spencer Pavelic
66. Geoffrey L. Pawson
67. Alice V. Payne
68. Julien D. Payne
69. Trevor W. Payne
70. Albert E. Peacock
71. Kenneth H. Peacock
72. (S. A.) Elizabeth Peacocke
73. Charles Thomas Peacocke
74. Charles Peaker
75. Peter H. Pearse
76. F. Griffith Pearson
77. H. J. Sanders Pearson
78. Hugh E. Pearson
79. William Burton Pearson
80. David Kent Pecaut
81. Watson Peck
82. Assunta (Suzanne) Pedicelli
83. Leona D. Pedosuk
84. Juri Peepre (2013)
85. Marilyn Ruth Peers
86. Reynold Pehkonen
87. Juergen E. Peill
88. Pierre Péladeau
89. John (Jack) Pelech
90. Jeannine Pelland
91. Donald Wills Penner
92. Frederick R. C. Penner
93. Roland Penner
94. Chesley Daniel Penney
95. Donald H. Penny
96. J. Norgrove Penny
97. Louise Penny (2013)
98. Gordon William Gavin Penrose
99. Barbara L. Pentland
100. N. Jane Pepino
101. Evelyn Agnes Pepper
102. Karen Lynne Percy-Lowe
103. William W. Perehudoff
104. Gordon W. Perkin
105. Kenneth J. Perkins
106. Marilyn Perkins
107. John Crosbie Perlin
108. John R. (Jack) Perraton
109. Alice Perrault
110. Arthur Perrault
111. Charles Perrault
112. Lilianne Perrault
113. Claire Perreault
114. Gaston J. Perreault
115. Michel Perron
116. Clayton O. Person
117. Aaju Peter (2011)
118. John Raymond Peters
119. Lazar Peters
120. Holger Martin Petersen
121. Eric Peterson
122. Leslie Raymond Peterson
123. Claude Petit
124. Chantal Petitclerc
125. George S. Petty
126. Ross E. Petty
127. Irene E. Pfeiffer
128. Margot Phaneuf
129. Michel Phaneuf (2014)
130. Helen D. Phelan
131. Paul J. Phelan
132. Anthony Phillips (2015)
133. Bruce Phillips
134. David W. Phillips
135. Robert A. J. Phillips
136. Robert H. D. Phillips
137. Roy A. Phillips
138. Owen Bartley Philp
139. Welland W. Phipps
140. Adiuto John Pianosi
141. Jean-Henri Picard
142. Marie Thérèse Béatrice Picard
143. Monique Picard
144. Françoise Picard-Jobin
145. François Pichard
146. Alphonse Piché
147. Edward A. Pickering
148. Hugh Frank Digby Pickett
149. Robert L. Pierce
150. Samuel Pierre (2011)
151. Desmond W. Piers
152. Robert Sheffield Pilot
153. Herbert Charles Pinder
154. Grace Davis Pine
155. Suzanne E. Pinel
156. Edith B. Pinet
157. Alexander Clyde Pinkerton
158. Roland A. Pinsonneault
159. Lorraine Pintal
160. Andrew L. Pipe
161. James Bruce Pitblado
162. Monique Plamondon
163. Tania Plaw
164. Ivan Barry Pless
165. Jean Pochat-Cotilloux
166. Maurice Podbrey
167. Walter Podiluk
168. Elizabeth Macdonald Podnieks
169. André Poilièvre
170. Bernard Poirier
171. Raymond Poirier
172. Charles-Albert Poissant
173. Gilles Poissant
174. Jean-Claude Poitras
175. Lawrence A. Poitras
176. Kari Polanyi Levitt (2014)
177. Daniel Poliquin
178. Isidore C. Pollack
179. Douglas Pollard
180. Leonidas Polymenakos
181. Léa Pool (2013)
182. Cyril Francis Poole
183. Nancy Geddes Poole
184. H. Hall Popham
185. Shana Poplack (2014)
186. George Porteous
187. Timothy Porteous
188. Gordon L. Porter
189. Ross Porter (2013)
190. Jean E. Portugal
191. Shirley Post
192. Sandra Post-McDermid
193. Benedict Pothier
194. Beryl Potter
195. J. Lyman Potts
196. Gilles Potvin
197. Pierre Potvin
198. Michel Pouliot
199. Martha Jane Poulson
200. Benjamin Windsor Powell
201. Marion G. Powell
202. Victor M. Power
203. Annie Powers
204. Kenneth Poyser
205. Mark J. Poznansky
206. Edward Courtney Pratt
207. David S. Precious
208. Stanley Preece
209. Alison Prentice (2013)
210. Derek A. Price
211. Edward Anthony Price
212. Roland Priddle
213. John N. Primrose
214. Valerie Pringle
215. Rosalind Prober
216. Carol Dorothy Proctor
217. Louis Pronovost
218. Guylène Proulx
219. Maurice Proulx
220. Walter Prystawski
221. Bruce Pullan
222. Terrence Punch
223. Uriash Puqiqnak
224. Henry Purdy